# 紀元前570年
紀元前570年（きげんぜん570ねん）は、西暦（ローマ暦）による年。紀元前1世紀の共和政ローマ末期以降の古代ローマにおいては、ローマ建国紀元184年として知られていた。紀年法として西暦（キリスト紀元）がヨーロッパで広く普及した中世時代初期以降、この年は紀元前570年と表記されるのが一般的となった。

## 他の紀年法
- 干支 : 辛卯
- 日本
  - 皇紀91年
  - 綏靖天皇12年
- 中国
  - 周 - 霊王2年
  - 魯 - 襄公3年
  - 斉 - 霊公12年
  - 晋 - 悼公3年
  - 秦 - 景公7年
  - 楚 - 共王21年
  - 宋 - 平公6年
  - 衛 - 献公7年
  - 陳 - 成公29年
  - 蔡 - 景侯22年
  - 曹 - 成公8年
  - 鄭 - 釐公元年
  - 燕 - 武公4年
  - 呉 - 寿夢16年
- 朝鮮
  - 檀紀1764年
- ユダヤ暦 : 3191年 - 3192年

## できごと

### エジプト第26王朝
- アマシス2世が反乱を起こし、エジプト王アプリエス（英語版）を打倒して即位（ - 紀元前526年）。

### 中国
- 楚の子重（中国語版）（公子嬰斉）が軍を率いて呉を攻撃したが、呉軍に迎撃されて敗れた（鳩茲の戦い）。
- 魯の襄公が晋に赴いた。晋の悼公と魯の襄公が長樗で盟を交わした。
- 晋の悼公と斉の霊公が耏外で盟を交わした。
- 晋の悼公・単の頃公・魯の襄公・宋の平公・衛の献公・鄭の釐公・斉の世子光らが鶏沢で会合し、同盟した。陳が楚から離反して、袁僑を会合に派遣すると、諸侯の大夫と袁僑が盟を交わした。
- 楚の公子何忌が陳に侵攻した。
- 晋の荀罃が軍を率いて許を攻撃した。

## 死去
- 子重 - 楚の令尹